# Timofiej Czały
Timofiej Czały (rus. Тимофей Чалый; ur. 7 kwietnia 1994) – rosyjski lekkoatleta specjalizujący się w biegu na 400 metrów przez płotki.
W 2011 odpadł w półfinale rywalizacji biegu na 400 metrów podczas mistrzostw świata juniorów młodszych. Rok później zajął 7. miejsce na 400 metrów przez płotki w trakcie juniorskich mistrzostw świata w Barcelonie. Złoty medalista mistrzostw Europy juniorów z 2013. W tym samym roku startował na mistrzostwach świata w Moskwie. Czwarty zawodnik mistrzostw Europy w Zurychu (2014). W 2015 zdobył złoty i srebrny medal światowych wojskowych igrzysk sportowych. 
Złoty medalista mistrzostw Rosji.
Rekord życiowy: 48,57 (28 lipca 2016, Moskwa).

## Osiągnięcia
| Rok  | Impreza                             | Miejsce   | Lokata     | Wynik |
| ---- | ----------------------------------- | --------- | ---------- | ----- |
| 2012 | Mistrzostwa świata juniorów         | Barcelona | 7. miejsce | 51,17 |
| 2013 | Mistrzostwa Europy juniorów         | Rieti     | 1. miejsce | 49,23 |
| 2013 | Mistrzostwa świata                  | Moskwa    | półfinał   | 50,06 |
| 2014 | Mistrzostwa Europy                  | Zurych    | 4. miejsce | 49,56 |
| 2015 | Młodzieżowe mistrzostwa Europy      | Tallinn   | półfinał   | 51,12 |
| 2015 | Mistrzostwa świata                  | Pekin     | półfinał   | 48,69 |
| 2015 | Światowe wojskowe igrzyska sportowe | Mungyeong | 2. miejsce | 50,60 |
| 2018 | Mistrzostwa Europy                  | Berlin    | 8. miejsce | 49,41 |